# Никола Манзувчев
Никола Димитров Манзувчев е български революционер, деец на Вътрешната македоно-одринска революционна организация.

## Биография
Никола Манзувчев е роден в 1874 година в леринското село Сребрено, тогава в Османската империя, днес в Гърция. Брат му Петър Манзувчев също е деец на ВМОРО. В началото на 1901 година е привлечен към ВМОРО и става легален организатор на Организацията. Участва в Илинденско-Преображенското въстание през лятото на 1903 година като войвода на Сребренската чета, която е част от отряда на Георги Попхристов и Христо Настев. Участва в превземането на Невеска.
След въстанието се легализира в Сребрено, но още в началото на 1904 година отново става нелегален и действа с Алексо Турунджев и Пандо Шишков. След залавянето на Турунджев в Айтос след предателство Манзувчев заедно с милиция обсажда Айтос за наказване на предателите. Поради тази акция над 100 селяни стават нелегални и влизат в четите в Леринско.
На 14 май 1903 година по заповед на Даме Груев убива над Любетино гръцкия капитан от Сребрено Вангел Георгиев заедно със съселянина му Щерьо Колев (Волиотис). На 6 август 1904 година четата на Турунджев убива и фактическия предател на Турунджев – Митре Гигов от Айтос.
В 1905 година пак със същата чета се сражава с андартите на капитан Андреас при Сребрено, с четата на капитан Клайп и Вардас при Прекопана, както и в голямото сражение при Габреш с турска войска зедно с четите на Кольо Добролийски, Христо Цветков и Киряк Шкуртов. В 1906 година участва в екзекуцията на шпионите Георги Киров и Кузман Попов в Олища.
През август 1906 година е предаден в Прекопана и е заловен от властите заедно с Илия Стефанов Арнаудов. Осъден е на смърт, но по-късно присъдата е сменена на затвор и Манзувчев лежи в затвора до Младотурската революция през лятото на 1908 година.
След като Сребрено попада в Гърция в 1913 година, Манзувчев е арестуван за българска дейност от новите гръцки власти и заточен на Трикери, където лежи 7 месеца. След примирието в 1913 година и амнистията е освободен. В 1914 година е арестуван отново и е затворен в Еди куле в Солун. Емигрира в Свободна България. Участва в Първата световна война с Българската армия и е награден с орден „За храброст“.
На 13 април 1943 година, като жител на Галата, Варненско, подава молба за българска народна пенсия, която е одобрена и пенсията е отпусната от Министерския съвет на Царство България.